# 性的奴隷
性的奴隷（せいてきどれい、英語: sexual slavery）は、性的行為を強要される状況が奴隷制であるとするもの。1979年にペンシルバニア州立大学の社会学教授キャサリン・バリーが著書『Female Sexual Slavery』で論じてから性的奴隷撲滅運動が発展した。
世界人権会議や国連人権委員会の報告書で強姦、強制売春、人身売買などと併せて人道に対する罪であると度々告発されている。

## 概要
奴隷の中で性的な奉仕を命じられるというのは奴隷の仕事の一つである。
主人の性的欲求を満たすと同時に、子供の繁栄ということもあった。
また、女性だけでなく男性も欲求の対象の一つである。

## 定義
1979年、ペンシルバニア州立大学の社会学教授キャサリン・バリーが著書『Female Sexual Slavery （女性奴隷）』を出版した。バリー教授は性的奴隷撲滅運動の教祖となった。
バリーによれば、性的奴隷とは、娼婦だけでなく結婚した女性でも夫から性暴力(ドメスティックバイオレンス)を受けたり、父親から性的虐待を受けた娘なども含まれ、バリーは「女性が想定を越えて男性の性的用途に使われた場合、奴隷制の状態にある」として、奴隷制とは、売春、結婚、家庭における女性や児童への男性からの暴力の一面のことを指すと主張している。
19世紀後半から20世紀にかけ、アメリカ合衆国ではホワイトスレイブリとして強制売春が問題になり、1910年にはWhite-Slave Traffic Act（マン法）が成立した。

## 歴史
- 戦国時代の日本では日本人女性が性奴隷として売られた[4]。
- 1926年、奴隷条約 (Slavery Convention) が国際連盟において発効され、奴隷状態の最初の包括的な定義が明記された[5]。
- 1930年の強制労働条約では強制労働が禁止され、日本は1932年に批准した[6]。
- 1956年に国際連合が採択した奴隷制度廃止補足条約では、女子が拒否できない婚姻や奴隷制を禁止した。
- 1957年の国際労働機関による強制労働の廃止に関する条約でも強制労働が禁止された[7]が、2005年に厚生労働省は日本の公務員制度の根幹にかかわるため、批准は困難と発表していた[8]が、2022年7月19日に批准し、2023年7月19日に発効した。

## 各国の状況

### アメリカ合衆国
黒人奴隷では女性は子供を産んで奴隷を増やすことも求められ、強姦や黒人同士の強制性交が行われていた。
アメリカ合衆国では現在も性的人身売買が問題となっており、特に移民の女性が売春に従事することがあることから、女性移民は潜在的に性的奴隷であるとする意見もある。
右派系フェミニズム組織の the Coalition Against Trafficking in Women (CATW)などは、売春婦はギャングによるレイプとしている。このCATWは2000年人身売買被害者保護法（Victims of Trafficking and Violence Protection Act of 2000)や国連のProtocol to Prevent, Suppress and Punish Trafficking in Persons (2001)の草案に関わり、2004年には、人身売買や性的奴隷の撲滅運動は過激化した。
2004年1月25日のニューヨーク・タイムズ・マガジンの表紙には「Sex Slaves on Main Street: The Girls Next Door」が掲載された。

### 日本

#### 明治・大正・昭和前期
19世紀から20世紀初頭にかけて、日本人売春婦が中国、日本、韓国、シンガポール、インドなどのアジア諸国に人身売買されるネットワークがあり、当時「黄色い奴隷売買」「からゆきさん」として知られていた。「からゆきさん」とは、19世紀末から20世紀初頭にかけて、貧困にあえぐ農村から、東アジア、東南アジア、シベリア（ロシア極東）、満洲、インドなどに人身売買され、中国人、ヨーロッパ人、東南アジア原住民などさまざまな人種の男性に売春婦として性的サービスを提供した日本人の少女・女性のことである。中国での日本人売春婦の経験は、日本人女性の山崎朋子の著書に書かれている。
朝鮮や中国の港では日本国民にパスポートを要求していなかったことや、「からゆきさん」で稼いだお金が送金されることで日本経済に貢献していることを日本政府が認識していたことから、日本の少女たちは容易に海外で売買されていた。1919年に中国が日本製品をボイコットしたことで、「からゆきさん」からの外貨収入にますます頼るようになった。
明治日本の帝国主義の拡大に日本人娼婦が果たした役割については、学術的にも検討されている。
バイカル湖の東側に位置するロシア極東では、1860年代以降、日本人の遊女や商人がこの地域の日本人コミュニティの大半を占めていた。玄洋社や黒龍会のような日本の国粋主義者たちは、ロシア極東や満洲の日本人売春婦たちを「アマゾン軍」と美化して称讚し、会員として登録した。またウラジオストクやイルクーツク周辺では、日本人娼婦による一定の任務や情報収集が行われていた。
ボルネオ島民、マレーシア人、中国人、日本人、フランス人、アメリカ人、イギリス人など、あらゆる人種の男たちがサンダカンの日本人娼婦たちを訪れた。「おさき」という日本人女性は、日本人、中国人、白人、原住民の男性は人種に関係なく同じような対応がなされ、日本人娼婦の「最も嫌な客」は日本人男性で、中国人男性には「十分に親切」という表現を使い、欧米人男性は2番目に良い客で、原住民男性は最も良い客と語っている。
1872年頃から1940年頃まで、オランダ領東インド諸島の売春宿で多数の日本人売春婦（からゆきさん）が働いていた。
1890年から1894年にかけて、シンガポールは村岡伊平治によって日本から人身売買された3,222人の日本人女性を受け入れ、シンガポールやさらなる目的地に人身売買される前に、日本人女性は数ヶ月間、香港で拘束されることになった。日本の役人である佐藤は1889年に、長崎から高田徳次郎が香港経由で5人の女性を人身売買し、「1人をマレー人の床屋に50ポンドで売り、2人を中国人に40ポンドで売り、1人を妾にし、5人を娼婦として働かせていた」と述べている。佐藤は女性たちが「祖国の恥に値するような恥ずかしい生活」をしていたと述べている。
オーストラリア北部にやってきた移民のうち、メラネシア人、東南アジア人、中国人はほとんど男性で、日本人は女性を含む特異な移民集団だった。西濠洲や東濠洲では、金鉱で働く中国人男性に日本人のからゆきさんがサービスを提供し、北濠洲のサトウキビ、真珠、鉱業周辺では、日本人娼婦がカナカ族、マレー人、中国人に性的サービスを提供していた。
日本人娼婦は1887年に初めてオーストラリアに現れ、クイーンズランド州の一部、オーストラリア北部、西部などオーストラリアの植民地フロンティアで売春産業の主要な構成要素となり、大日本帝国の成長はからゆきさんと結びついた。19世紀後半、日本の貧しい農民の島々は、からゆきさんとなった少女たちを太平洋や東南アジアに送り出した。九州の火山性の山地は農業に不向きで、両親は7歳の娘たちを長崎県や熊本県の女衒に売り渡したが、5分の4は本人の意志に反して強制的に売買され、5分の1だけが自らの意志で売られていった。
人身売買業者が彼女たちを運んだ船はひどい状況で、船の一部に隠されて窒息死する少女や餓死しそうになる少女もおり、生き残った少女たちは香港、クアラルンプール、シンガポールで娼婦としてのやり方を教えられ、オーストラリアなど他の場所へ送られた。

#### 第二次世界大戦中
1990年代以降の韓国や日本における一部市民運動により、日本軍が設置した慰安婦制度では、慰安婦に対して自由の制限と強制売春による甚だしい人権侵害があったと主張され、「性的奴隷」という表現が用いられた。また、「性的奴隷」といった主張の中には、慰安婦の強制連行があったとするものもあるが、軍や官憲による強制連行を示すような資料は発見されていない。
1992年以降、日本弁護士連合会（日弁連）がNGOと共に国連において慰安婦問題を性奴隷としてあつかうよう活動し、1993年の世界人権会議のウィーン宣言及び行動計画において性的奴隷制という用語が国連で採用されて、国連では慰安婦問題を性奴隷の問題として扱うようになった。1993年以降は「性的奴隷」が日本軍慰安婦制度を指すことはNGOや諸国政府の共通理解となったと日本弁護士連合会は述べている。
1995年2月に日弁連は、国連女性の地位委員会、第4回世界女性会議（北京会議)で「従軍慰安婦」問題解決を提言し、戦時における性的奴隷制 (Sexual Slavery) の被害者などに対する補償を含む原則が明言された。
1996年に国連人権委員会特別報告書のクマラスワミ報告付属文書1「戦時における軍事的性奴隷制問題に関する朝鮮民主主義人民共和国、大韓民国および日本への訪問調査に基づく報告書」では、第二次世界大戦中に実施した慰安婦制度は明確に奴隷制であると主張された。ただし、「単に朝鮮半島の出身者だけでなくすべての元慰安婦のケースにも適用されるべきである」と付記されている。
1998年の国連人権委員会差別防止・少数者保護小委員会で歓迎されたマクドゥーガル報告「武力紛争下の組織的強姦・性奴隷制および奴隷制類似慣行に関する最終報告書」附属文書では、普遍的裁判権の原則によって、奴隷制、人道に対する罪、戦争犯罪は、他の国の裁判所でも審理可能であるとした。
2014年11月、読売新聞英語版は慰安婦を「Sex slaves」と表記することは不適切であり、そのように表記してきたことを謝罪した。
2015年（平成27年）12月28日の日韓外相会談（当時の外務大臣は岸田文雄、首相は安倍晋三）でなされた日韓間の慰安婦問題の最終的かつ不可逆的な解決を確認する合意に達した。

2023年2月20日、産経新聞のウェブページに掲載された記事「【ＪＡＰＡＮ　Ｆｏｒｗａｒｄ　日本を発信】歴史戦の大転換点」では、
と報じられた。

### 台湾・中国
鄭成功(日本名は福松)が指揮する軍がオランダ東インド会社を包囲して破り、台湾を征服した1662年のゼーランディア城包囲戦では、中国人はオランダ人女性や子供を捕虜とし、1662年にオランダが台湾から追放された後、中国人によって奴隷とされた。鄭成功に捕らえられていたオランダ人捕虜の中には、オランダ人宣教師のアントニウス・ハンブルクとその娘2人、妻がいた。鄭成功はハンブルクをゼーランディア城に送り、降伏するように説得するか、さもなければハンブルクが戻ってきたときに殺されるかのどちらかを要求した。ハンブルクは、他の娘2人が捕らえられている砦に戻った。彼は砦の司令官に降伏しないように促し、鄭成功の陣営に戻った。その後、彼は首を切られて処刑されたが、それに加えて、中国人の間で、オランダ人が台湾の原住民に中国人を殺すように仕向けているという噂が広まったため、鄭成功は報復としてオランダ人男性の捕虜虐殺を命じ、さらに同じく捕虜となっていた数人の女性と子供も処刑した。
生き残ったオランダ人女性と子供はその後奴隷にされ、オランダ人女性は鄭成功の指揮官が自分たちの性的快楽のために徹底的に利用した後、最終的に中国の兵士に売られて彼らの妻となるよう強いられた。その後の出来事については、オランダの砦の日誌が一次資料となっている。「最高のものは指揮官の使用のために保存され、次に一般の兵士に売られた。未婚の男の手に落ちた女性は幸せだった、嫉妬深い中国の女性による煩わしさから解放されたのだから」。鄭成功自身もハンブルクの10代の娘を妾にし解放することはなかった。
1684年になっても、これらのオランダ人女性の何人かは中国人に妻や性的奴隷として捕らえられていた。金門島でオランダ人商人が連絡を取り、鄭成功の息子に囚人を解放する取り決めを提案したが、実現することはなかった。
オランダ人女性とアントニウス・ハンブルクの娘の運命についての記憶は、その後のこの時代の歴史学を通じて生き続けており、それゆえにこの物語の様々なドラマ化された、あるいはフィクション化された再演を煽ってきたのである。鄭成功が十代の少女だったアントニウス・ハンブルクの娘を妾にしたという話題は、ヨーロッパで有名になり、ヨアネス・ノムシュの劇で取り上げられた。劇のタイトルは「Antonius Hambroek, of de Belegering van Formoza」で、英語では「Antonius Hambroek, or the Siege of Formosa」と訳されている。

### 北朝鮮
北朝鮮では強制売春がなされていると報告されている。2015年現在、国連人権委員会では問題にされていない。

### 韓国
朝鮮戦争、ベトナム戦争の際に韓国軍慰安婦が存在し、また在韓米軍慰安婦問題などもある。2015年現在、国連人権委員会では問題にされていない。

### カンボジア
カンボジアにおける性的奴隷も問題になった。

### ヨーロッパ
イタリア、チェコ、ボスニア、バルカン半島などでもホワイト・スレイブ・トレード（人身売買）が問題になった。

### ドイツ
ナチスドイツでも慰安所が設置されたが、強制収容所にも設置された。2015年現在、国連人権委員会では問題にされていない。